# 박은영 (희극인)
박은영(1984년 10월 20일 ~ )은 대한민국의 개그우먼이다. 2008년 SBS 10기 공채 개그우먼으로 데뷔했다.

## 학력
- 1997년 : 논산반월초등학교 졸업
- 2000년 : 논산여자중학교 졸업
- 2003년 : 논산여자고등학교 졸업
- 2009년 : 동아방송예술대학 방송연예과 졸업

## 출연작

### 텔레비전
- KBS2 《개그콘서트》
  - 〈뿜 엔터테인먼트〉금순 역
  - 〈용감한 녀석들〉양선일의 애인 역
  - 〈버티고〉
  - 〈리얼토크쇼〉
  - 〈정여사〉
  - 〈불편한 진실〉
  - 〈노애〉
  - 〈황해〉
  - 〈시청률의 제왕〉
  - 〈숨은 표절찾기〉
  - 〈편하게 있어〉
  - 〈렛잇비〉미스 박 역
  - 〈날 보러 와요〉
  - 〈힙합의 신〉
  - 〈10년 후〉
  - 〈언프리티 컴피티션〉자만 역
  - 〈대륙의 별〉
  - 〈과대명상〉
  - 〈베테랑〉
  - 〈빼박 켄트〉
  - 〈게놈 프로젝트〉
  - 〈죽어도 못 보내〉
  - 〈명탐정 송길동〉
  - 〈부담거래〉검사 역
  - 〈사랑 참 어렵다〉여자친구 역
  - 〈시엄마가 이상해〉며느리 역
  - 〈김진곤씨!〉
  - 〈아는 노래〉
- SBS 《웃찾사》
- MBC EVERY1 《0시의 그녀》
- 매일경제TV 《보험해결사》
- SBS 《건강비결 좋아요》
- KBS 《굿모닝 대한민국 라이브》
- 채널A 《행복한 아침》
- KBS 《1박2일 시즌4》

### 광고
- 롯데칠성음료 레쓰비 카페타임

### 공연
- 코믹컬 드립걸즈 시즌5
- 코믹컬 드립걸즈 시즌6
- 코믹컬 드립걸즈 시즌7

### 수상
- 2008년 : SBS 10기 공채 개그맨 선발대회 금상

## 유행어
- 다신 연락하지마!(용감한 녀석들)
- 잠시만요! 보라언니 ~하실께요!(뿜 엔터테인먼트)
- 야 조 검사. 니가 ~에서 자백 받아 내. 알았어?(부담거래)
- 박은영 검사 입니다.(부담거래)
- 사적인 얘기는 하지 마십시오!(부담거래)
- 진짜 치가 떨린다! 헤어져!(사랑 참 어렵다)
- 그래오빠~! (심곡파출소)
- 웟입술 오빠, 아랫입술 오빠 접착제로 오빠, 챱챱오빠! (심곡파출소)